# Битка при Битоля (1912)
Вижте пояснителната страница за други значения на Битка при Битоля.
Битолската битка е сражение в хода на Балканската война, състояло се край Битоля на 17 – 18 ноември (4 – 5 ноември по стар стил) 1912 година. В него сръбската Първа армия (командващ Александър Караджорджевич) отблъсква османската Вардарска армия (командващ Зеки паша) и я принуждава да отстъпи към Албания. С това е сложен край на османското военно присъствие в Македония.

## Разположение на войските
Сръбското командване не се възползва пълноценно от успеха си в Кумановската битка (23 – 24 октомври 1912 г.) и продължава настъплението в Македония с бавни темпове. Това дава възможност на османските войски да се прегрупират и да се укрепят на височините северозападно от Битоля, като междувременно дори отблъскват гръцките части в района на Лерин.
Сърбите достигат подстъпите на Битоля на 8 ноември, но в продължение на дни и двете страни не предприемат решителни действия, а само се подготвят за сблъсъка. Османските войски заемат удобни за отбрана позиции, но имат големи затруднения със снабдяването, а противникът ги превъзхожда многократно по численост. От запад на изток, с фронт, обърнат на север и прикриващ Битоля и пътищата за отстъпление към Лерин и Ресен, са разположени Шести, Седми и Пети корпус на Вардарската армия.
Сърбите планират нанасянето на основния си удар по шосето Прилеп-Битоля, където са концентрирани Моравската дивизия (първи призив), Тимошката дивизия (втори призив) и Дринската дивизия (първи призив). Дунавската дивизия (първи призив) трябва да обходи десния фланг на противника и да форсира река Черна при Новаци, докато на десния сръбски фланг Моравската дивизия (втори призив) трябва да прекъсне пътя за отстъпление към Ресен.

## Бойни действия
Битолската битка започва сутринта на 17 ноември, когато османските части нанасят изпреварващ удар по сръбските позиции. Първоначално те отблъскват сърбите към Облаково и Лера, но по-късно през деня са принудени да отстъпят. На източния фланг сърбите не успяват да форсират Черна и да излязат в тила на противника.
На 18 ноември османските сили успяват да отхвърлят натиска по фланговете, но постепенно отбраната им в централния участък е преодоляна. Зеки паша издава заповед за общо отстъпление, което се провежда в добър ред. Шести и Седми корпус се изтеглят към Ресен и Албания. При отстъплението си те нанасят тежки удари на Моравската дивизия (втори призив), която се опитва да прегради пътя им. Пети корпус се оттегля на юг към Лерин, а оттам – към Корча.